# Foreste di conifere iberiche
Le foreste di conifere iberiche sono un'ecoregione dell'ecozona paleartica, definita dal WWF (codice ecoregione: PA1208), che si estende attraverso le montagne della Spagna peninsulare centrale e orientale.
La regione fa parte della ecoregione globale 123 Formazioni forestali mediterranee, inclusa nella lista Global 200.

## Territorio
Questa ecoregione si estende lungo le principali catene montuose della Spagna centrale (Sierra de Gredos, 2592 m; Sierra de Guadarrama, 2430 m; Picos de Urbión, 2259 m) e orientale (Sierra de Gúdar, 2019 m; Sierra de Javalambre, 2020 m; Sierra de Cazorla, 2107 m; Sierra Nevada, 3482; Sierra de Baza, 2271 m). Ogni anno l'ecoregione riceve in media 1100 mm di precipitazioni, ma in alcune zone particolarmente elevate tale valore può superare i 1500 mm. Durante l'inverno le nevicate sono frequenti e le temperature minime non superano in media il punto di congelamento (-5-0 °C). Dal punto di vista geologico, le catene montuose iberiche appartengono al sistema orogenetico alpino, e presentano una composizione litologica molto complessa. Dolomiti mesozoiche e calcari predominano nei massicci orientali; altri importanti substrati sono formati da arenarie, marne e conglomerati. Sul Sistema Centrale prevalgono substrati metamorfici cristallini, soprattutto graniti, quarziti e scisti. Il paesaggio è caratterizzato da rilievi dolci e dall'abbondanza di profondi canyon e altre zone carsiche nei massicci calcarei.

## Flora
L'ampia varietà altitudinale di questa ecoregione fa sì che si possano individuare in essa due principali tipi di foresta: una zona di conifere, tipica delle zone più elevate (all'incirca ad un'altitudine compresa tra i 1200 e i 2500 m), e una zona di latifoglie miste, presente ad altitudini medie e nelle pianure.
Gli alberi prevalenti nelle foreste di conifere di montagna sono l'endemico pino di Salzmann (Pinus nigra subsp. salzmannii), il pino silvestre (P. sylvestris) e il pino marittimo (P. pinaster). Boschetti relitti di una specie di pino tipica delle Alpi (Pinus uncinata) sono presenti in due piccole aree dei massicci montuosi calcarei orientali (Sierra de Gúdar e Picos de Urbión). Boschi di ginepro (Juniperus thurifera) sono numerosi sugli altopiani più elevati che circondano le montagne calcaree centrali e orientali.
Foreste miste decidue predominano ad altitudini medio-inferiori, in zone caratterizzate da suoli profondi di pendici, valli e canyon. Esse sono caratterizzate da una ricca associazione di alberi, arbusti e specie erbacee, tra cui Quercus faginea, Q. pyrenaica, Ulmus glabra, Fraxinus angustifolia, Tilia spp., Sorbus spp. e Acer spp. I canyon ospitano importanti specie relitte come Taxus baccata, Tilia platyphyllos e Populus tremula. Querce sempreverdi, specialmente lecci (Quercus ilex), abbondano sulle pendici secche e rocciose rivolte a sud, nella fascia al confine tra le foreste miste decidue e le foreste di conifere.
Il tasso di endemismi di questa ecoregione varia dal 15-20% circa delle catene montuose centrali (Sierra de Gredos, Sierra de Guadarrama, Sierra de Gúdar, Sierra de Javalambre) a oltre il 40% delle cime della Cordigliera Betica e Sud-betica (Sierra Nevada, Sierra de Baza, Sierra de Cazorla), nel sud-est del paese. Queste montagne sud-orientali ospitano più di 3000 piante vascolari, un numero pari a circa la metà delle specie vegetali di tutta la Spagna, e tra esse figura circa la metà delle piante endemiche del paese. Inoltre, queste catene montuose costituiscono il più ricco centro di specie endemiche dell'intera Europa.

## Fauna
L'ecoregione ospita una diversità faunistica molto elevata, specialmente per quanto riguarda gli uccelli. Su alcune catene montuose sono state censite più di 150 specie di uccelli, tra cui un buon numero di grandi specie in pericolo di estinzione come l'aquila imperiale iberica (Aquila adalberti), l'aquila reale (A. chrysaetos), l'avvoltoio monaco (Aegypius monachus), il grifone (Gyps fulvus), il nibbio bianco (Elanus caeruleus), la cicogna nera (Ciconia nigra) e il falco pecchiaiolo (Pernis apivorus).
I grandi mammiferi in pericolo di estinzione sono rappresentati dall'endemico stambecco di Gredos (Capra pyrenaica victoriae) e dal lupo (Canis lupus). Cervi nobili (Cervus elaphus) e caprioli (Capreolus capreolus) sono ampiamente diffusi in tutta l'ecoregione. Tra i piccoli mammiferi figura un gran numero di specie, tra cui ricordiamo l'arvicola delle nevi (Chionomys nivalis).
Nei laghi di alta montagna, nei prati e nelle aree rocciose si trova un gran numero di specie di anfibi e rettili, tra cui la lucertola delle rocce dei Monti Centrali (Iberolacerta cyreni), la salamandra pezzata (Salamandra salamandra) e il rospo comune (Bufo bufo).
Anche il numero di specie di farfalle (Lepidoptera) è molto elevato. Alcuni massicci montuosi (ad esempio la Sierra de Gredos e la Sierra de Guadarrama) ne ospitano più di 130 specie, che rappresentano un quarto del numero totale di specie europee e metà delle specie spagnole.

## Popolazione
La popolazione umana dell'ecoregione delle foreste di conifere iberiche è storicamente sempre stata piuttosto esigua e dispersa, limitata soprattutto ai fondovalle, ai villaggi di montagna e agli insediamenti situati lungo i corsi d'acqua. La complessa morfologia montuosa, le condizioni climatiche spesso rigide e la relativa scarsità di terre coltivabili hanno da sempre scoraggiato l'insediamento su larga scala nelle zone più elevate. Per secoli, la vita delle comunità locali si è basata sulla pastorizia transumante, l'allevamento estensivo di ovini e caprini, la raccolta di legname, la produzione di carbone vegetale e, nelle aree più basse, su forme tradizionali di agricoltura di sussistenza.
Durante il Medioevo e l'Età Moderna, la pressione antropica si è intensificata soprattutto con il pascolo, il disboscamento e la creazione di terrazzamenti, che hanno contribuito in alcune aree alla perdita della copertura forestale originaria. Nei secoli successivi, molti piccoli villaggi di montagna hanno subito un progressivo spopolamento, specialmente a partire dalla seconda metà del Novecento, a causa dell'emigrazione verso le città e le aree più fertili delle pianure.
Oggi la densità abitativa resta molto bassa nelle zone di alta montagna e nei massicci più remoti, dove il turismo rurale, l'escursionismo e le attività legate alla conservazione ambientale costituiscono nuove fonti di reddito per le comunità locali. Alcune località di media quota sono state rivalutate come mete turistiche e sportive, favorendo una parziale ripresa demografica stagionale. Le popolazioni locali, depositarie di un ricco patrimonio di tradizioni pastorali, artigianali e gastronomiche, rappresentano inoltre un elemento chiave nella conservazione e gestione sostenibile delle risorse forestali e del paesaggio montano.

## Conservazione

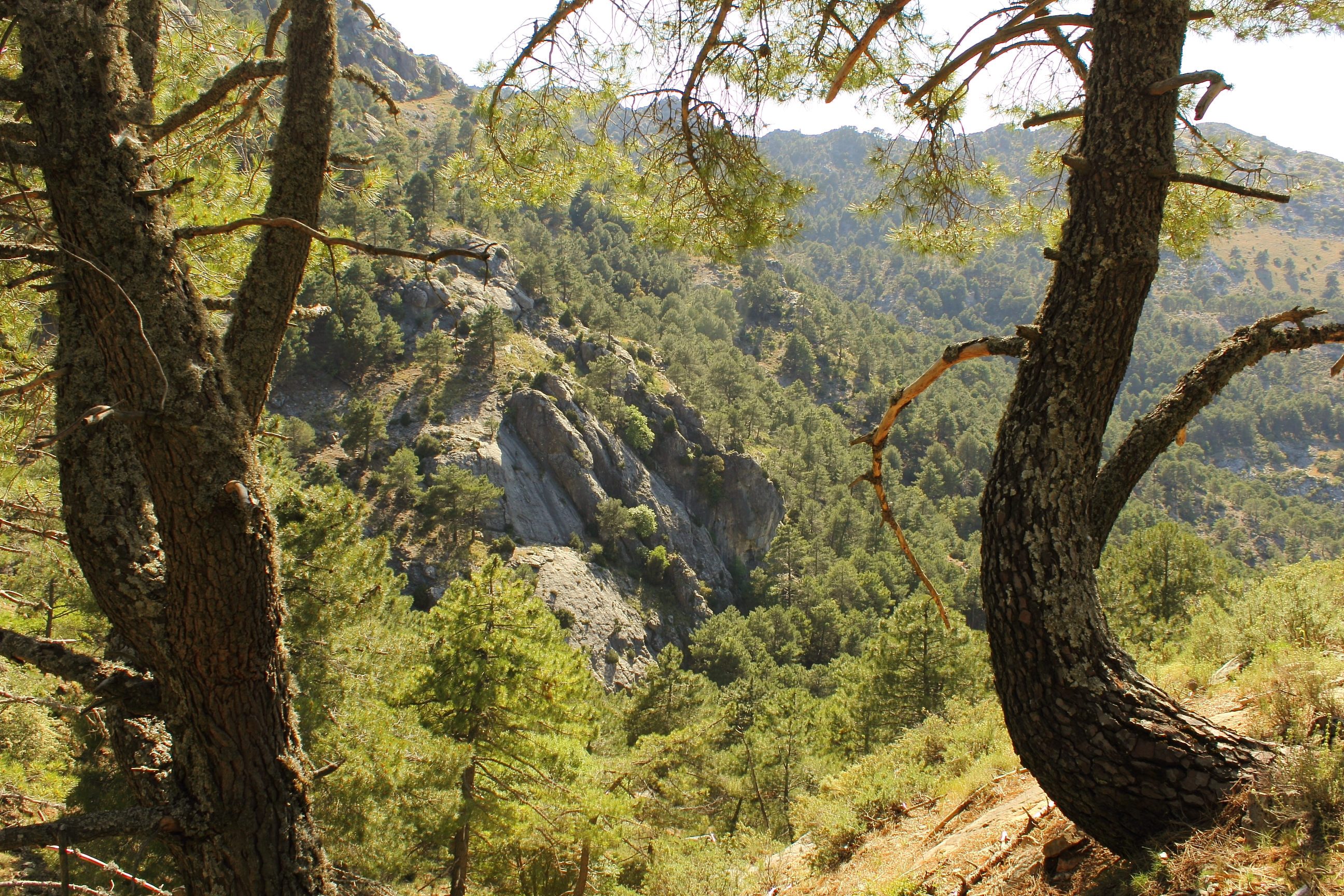
Conifere presso Sierra de Cazorla

Secondo i dati storici, possiamo affermare che l'ecoregione non ha mai ospitato una popolazione umana numerosa, e fino all'arrivo degli arabi nell'VIII secolo essa era ricoperta da alte foreste. In epoca medievale l'aspetto della regione è mutato considerevolmente, soprattutto a causa del pascolo del bestiame e, nel caso della Sierra Nevada, dell'agricoltura. Durante questo periodo le pendici dei monti si ricoprirono letteralmente di terrazzamenti coltivati. A partire dalla fine del XIX secolo, vaste aree montuose erano ormai ricoperte completamente da distese erbose e boscaglie di vegetazione secondaria. In altri casi, le pendici, completamente spoglie, sono andate incontro ad un irreversibile processo di desertificazione. Ciononostante, nel 1860 rimavevano ancora delle foreste vergini di pini sulle catene montuose centrali (Serranía de Cuenca). Purtroppo, le intense operazioni di abbattimento degli alberi per la costruzione di traversine ferroviarie e di navi ha portato al degrado di vaste aree un tempo ricoperte da foresta e alla scomparsa delle ultime foreste vergini.